# 嘆きのピエタ
『嘆きのピエタ』（なげきのピエタ、原題：피에타、英題：Pietà）は、キム・ギドク監督・脚本による2012年公開の韓国映画。消費者金融の取り立て屋の男とその母親を名乗る女の不思議な関係が描かれる。
出資スポンサーが無い、監督の自費製作作品だが、ただ早撮りしただけではなく「スタッフやキャストは原則ノーギャラ・興行成績に応じた出来高払い」という方式で低予算製作を成立させている。
第69回ヴェネツィア国際映画祭コンペティション部門で初上映され、金獅子賞を受賞した。韓国映画が三大国際映画祭（ヴェネツィア・カンヌ・ベルリン）の最高賞を受賞するのは本作が初めてであった。
タイトルの『ピエタ』（piety/pity）とは、聖母マリアがイエスの亡骸を抱く彫刻や絵を指す。

## あらすじ
闇金融の取り立て屋をするガンドは、幼い頃に家族に捨てられ愛を知らずに育った孤独な男で、借金を返せない債務者には暴行を加えて障害者にし、その保険金で返済させるという残忍さを持っている。
この日も町工場を営む夫婦を暴行しての帰り、ガンドの前に謎めいた女が現れ、家までついて来たその女はガンドの母ミソンだと言い、捨てたことを謝り涙を流す。しかしガンドはそんなミソンを冷たくあしらう。
その後もミソンはガンドの仕事について回り、執拗に付きまとってガンドのために子守唄を歌う。それまでミソンを邪険に扱っていたガンドだったが、奇妙な同居生活が始まり、次第に心を開き始め、遂に母親と認めるようになる。二人は一緒に買い物に出かけ、母子としての暮らしを楽しむようになる。
やがてガンドの心境に変化が現れ、母が消えてしまう不安を抱き、母との暮らしに依存していくようになる。ガンドが過酷な取り立て屋の仕事を辞めようとしたその時、突然ミソンが姿を消す。ミソンの正体は、かつて借金の取り立てで自殺した青年サングの母で、復讐のためガンドに近づいたものだった。
一旦家に戻ったものの、ミソンの態度は少しずつガンドに対して冷淡になり、ある時再び姿を消したミソンは、何者かに襲われたかのように装ってガンドに助けを求める電話をかけ、ガンドの不安を一層煽る。
そして闇金融の社長宅を訪れ、その騒ぎをガンドに電話で聞かせた上で社長を殺害する。そして、廃墟ビル屋上で殺される恐怖を自演しながらガンドを呼び寄せ、母を助けてと懇願するガンドを前にして、ミソンは飛び降りて自ら命を絶った。母と信じるガンドは泣き崩れ号泣する。
以前ミソンが埋葬して欲しいと言っていた場所をガンドが掘り起こすと、そこには実子サングの遺体があり、彼は全ての真実を理解する。埋葬を終えたガンドは、かつて自分が傷つけた夫婦の元を訪ね、トラックにチェーンで自らの体を括り付け、走り出したトラックに引きずられてどこへともなく去っていった。

## キャスト
- イ・ガンド - イ・ジョンジン　天涯孤独の借金取り立て屋
- ミソン - チョ・ミンス　母を名乗る女性
- フンチョル - ウ・ギホン　障害者にされる負債者
- ミョンジャ - カン・ウンジン　フンチョルの妻
- ギターの男 - クォン・セイン

## 公開
2012年9月4日にヴェネツィア国際映画祭のコンペティション部門でプレミア上映された。韓国では2012年9月6日に劇場公開された。
配給権はイタリア、ドイツ、ロシア、ノルウェー、トルコ、香港、ギリシャなど20カ国に売却された。北アメリカでは独立系のドラフトハウス・フィルムズにより配給される。

## 評価
第69回ヴェネツィア国際映画祭では金獅子賞を受賞した。ヴェネツィアのプレススクリーニングでは、「非常にさまざまな反応を引き起こした」と報じられた。審査員長を務めたアメリカの映画監督のマイケル・マンは、「（この映画は）直感的にあなたを誘惑する」ため際立っていたと述べた。
第85回アカデミー賞外国語映画賞には韓国代表として出品されたが、最終選考9本には残らなかった。

### 受賞とノミネート
| 賞                     | 部門               | 対象             | 結果       |
| ---------------------- | ------------------ | ---------------- | ---------- |
| ヴェネツィア国際映画祭 | 金獅子賞           | キム・ギドク     | 受賞       |
| 大鐘賞                 | 作品賞             | 『嘆きのピエタ』 | ノミネート |
| 大鐘賞                 | 監督賞             | キム・ギドク     | ノミネート |
| 大鐘賞                 | 主演女優賞         | チョ・ミンス     | 受賞       |
| 大鐘賞                 | 助演女優賞         | Eunjin Kang      | ノミネート |
| 大鐘賞                 | 審査員特別賞       | キム・ギドク     | 受賞       |
| サテライト賞           | 監督賞             | キム・ギドク     | ノミネート |
| サテライト賞           | オリジナル脚本賞   | キム・ギドク     | ノミネート |
| サテライト賞           | 外国語映画賞       | 『嘆きのピエタ』 | 受賞       |
| 韓国映画批評家協会賞   | 作品賞             | 『嘆きのピエタ』 | 受賞       |
| 韓国映画批評家協会賞   | 監督賞             | キム・ギドク     | 受賞       |
| 韓国映画批評家協会賞   | 主演女優賞         | チョ・ミンス     | 受賞       |
| 韓国映画批評家協会賞   | FIPRESCI韓国支部賞 | 『嘆きのピエタ』 | 受賞       |
| 青龍映画賞             | 作品賞             | 『嘆きのピエタ』 | 受賞       |
| 青龍映画賞             | 監督賞             | キム・ギドク     | ノミネート |
| 青龍映画賞             | 主演女優賞         | チョ・ミンス     | ノミネート |